# Vallviken
Vallviken är en sjö i kommunen Korsholm i landskapet Österbotten i Finland. Sjön ligger 0,7 meter över havet. Arean är 54 hektar och strandlinjen är 7,18 kilometer lång. Sjön  ingår i Bottenhavets kustområde.   Den ligger omkring 18 kilometer nordöst om Vasa och omkring 380 kilometer norr om Helsingfors. 